# Girolamo Borgia
Girolamo Borgia o Borgio (Senise, 1475 – Napoli, 1550 circa) è stato un umanista e storico italiano.

## Biografia
Sembra che l'esatto cognome della famiglia fosse Borgio e che pertanto non vi fosse alcuna relazione di parentela con i Borgia, anche se comune era l'origine spagnola: un ramo dei Borgio venne in Italia nel 1421 al seguito dell'aragonese Alfonso il Magnanimo che li fece stabilire a Senise, forse per esercitare un controllo nei confronti dei feudatari del luogo, i potenti Sanseverino.
Qui nacque nel 1475 Girolamo che, fedele come tutta la famiglia alla causa spagnola, combatté contro i Francesi di Carlo VIII nel 1495, al comando di Gonzalo de Córdoba. Ma le sue ambizioni avevano un carattere letterario: trasferitosi a Napoli, divenne allievo di Giovanni Pontano, maestro di quell'Accademia che un giorno assumerà il suo nome.
Girolamo aveva appena scritto una biografia di Lucrezio, destinata a qualche fortuna, quando fu ripreso dalla passione delle armi e della politica: messosi al servizio di Bartolomeo d'Alviano, protagonista nel 1503 della vittoria del Garigliano, lo seguì a Venezia e a Pordenone, quando il capitano di ventura passò al soldo della Repubblica veneta.
Affascinato dalla figura dell'Alviano, che ai suoi occhi sembrava rappresentare il modello dell'eroe che prende in mano i destini dell'Italia riscattandone un onore per tanto tempo calpestato - immagine che sembrava confermarsi in quel tempo, in cui la Repubblica veneziana pareva voler rappresentare la forza unificante di un'importante parte della penisola - il Borgia cominciò a scrivere l'opera cui attese tutta la vita, quella biografia dell'Alviano che, per le circostanze del fallimento del suo protagonista, muterà indirizzo e si allargherà a comprendere tutto il periodo della storia d'Italia dal 1494 al 1547, le Historiae de bellis italicis, rimaste inedite.
Il 9 maggio 1509 il disastro di Agnadello segnò infatti la fine delle ambizioni veneziane e dell'Alviano, che fu ferito e catturato dai Francesi, mentre Girolamo Borgia, che prese parte alla battaglia, trovò scampo nella fuga e si rifugiò a Napoli, dove tornò a dar credito alla politica spagnola, illudendosi che la condizione di Vicereame spagnolo del Regno di Napoli fosse solo provvisoria e che un Regno napoletano, una volta riguadagnata l'indipendenza, avrebbe potuto esercitare un ruolo da protagonista nelle vicende italiane. Legatosi alla famiglia d'Avalos, divenne intanto precettore di Alfonso ma nel 1513, alla notizia del ritorno in Italia dell'Alviano, al servizio della Francia, ora alleata di Venezia contro la Spagna, lasciò nuovamente Napoli per unirsi al condottiero, che lo incaricò di tenere i contatti con la corte francese. Tutto fu però inutile per le riaccese speranze del Borgia perché nell'ottobre del 1515, un mese dopo il trionfo di Melegnano a cui diede un contribuito fondamentale, Bartolomeo morì dopo breve malattia.
Il Borgia riprese la via di Napoli, dopo una rapida sosta a Roma dettata dalla speranza di ottenere qualche beneficio da Leone X. La delusione per la definitiva unione di Napoli alla corona spagnola, lo spinsero ancora per breve tempo nella Roma di Clemente VII: nel 1526 tornava definitivamente a Napoli.
Precettore di Luis, figlio del viceré Pedro de Toledo, nel 1535 e vescovo di Massa Lubrense nel 1544 - non è documentato quando egli sia passato allo stato ecclesiastico - Girolamo Borgia proseguì la stesura delle sue Historiae che si concludono nel 1547 con la morte di Francesco I. Le fonti del Borgia sono la Historia de bello italico di Bernardo Rucellai, del quale copia estesi brani, e le Historiae aetatis suae di Paolo Giovio. A sua volta, i ventun libri delle Historiae furono tenuti presenti dal Guicciardini, che ne trasse delle schede utili alla scrittura della sua Storia d'Italia.